# Чачалака рудоголова
Чачалака рудоголова (Ortalis erythroptera) — вид куроподібних птахів родини краксових (Cracidae).

## Поширення
Поширений на заході Еквадору та суміжних районах Перу та Колумбії. Мешкає у вологих лісах, у низинах до 1390 метрів над рівнем моря.

## Опис
Його довжина становить від 56 до 66 см. Дзьоб, обличчя і ноги сірі, інша частина голови і шиї червонуваті, а потилиця, крила і спина коричневі. Махові пір'я також червонуваті. Черево блідо-коричневе, хвіст коричневий з червонуватим зовнішнім пір'ям.

## Спосіб життя
Живе групами від 2 до 7 птахів. Харчується листям, бананами та стиглим насінням кави, хоча його також бачили на плантаціях кукурудзи. Цей птах моногамний, і він розмножується з грудня по травень. Кладка складається з 3 яєць, інкубаційний період — від 26 до 28 днів.